# Стул Винсента (картина)
«Стул Винсента», или «Стул Винсента с трубкой» (англ. Van Gogh's Chair) — картина Ван Гога, написанная художником в декабре 1888 года в Арле. Картина находится в Лондонской национальной галерее в Лондоне (Великобритания).

## История
7 мая 1888 года Ван Гог переехал из отеля Каррель в кафе де ля Гар в Арле на юге Франции. Он подружился с владельцами, Жозефом и Мари Жину. Дело в том, что т. н. «Жёлтый дом» (изображённый на его одноимённой картине), расположенный в городе на 2, Плас-Ламартин, должен был быть полностью обставлен, прежде чем Ван Гог смог в него заселиться и использовать как студию. Художник хотел, чтобы в галерее были выставлены его работы, и начал серию картин, которые в конечном итоге включили написанные в 1888 году «Стул Винсента», «Спальня в Арле», «Ночное кафе», «Ночная терраса кафе», «Звёздная ночь над Роной» и «Натюрморт: ваза с двенадцатью подсолнухами», предназначенные для украшения Жёлтого дома.

## Описание
На картине изображен деревенский деревянный стул с простым плетёным соломенным сиденьем на кафельном полу. На кресле сиденья находится украшенная трубка и мешочек с трубочным табаком.
Ван Гог написал картину как дополнение к другой картине — «Кресло Гогена», написанную в то же время. Обе картины были сделаны в декабре 1888 года, когда отношения между Гогеном и Ван Гогом стали напряжёнными, и, хотя ничего не было упомянуто, Ван Гог осознавал тот факт, что его мечта о совместной студии рассыпается. Его простой стул пуст, символизируя отсутствующего владельца, и представляет собой изображение, которое бесконечно грустно. Это необычный пример продвижения самого знакомого объекта за пределы натюрморта, чтобы он представлял самого художника. Ван Гог нарисовал картину на одном из грубых полотен, которые Гоген привез с собой в Арль, и выстроил композицию через плоские, широкие цветовые области в сочетании со сложным рисунком, созданным через сложные линии стула и плиток. Включая свои трубку и табак, а также своё имя, написанное на ящике на заднем плане, художник мгновенно персонализовал объект, который в результате приобретал покров эмоционального выражения, не связанный с повседневной формой стула.